# Czynnik kontroli
Czynnik kontroli (ang. Control Factor) – amerykański film sensacyjny z gatunku science fiction z 2003 roku w reżyserii Nelsona McCormicka. Wyprodukowany przez S Pictures.
Premiera filmu miała miejsce 18 stycznia 2003 roku na amerykańskim kanale SciFi Universal. 

## Opis fabuły
Lance Bishop (Adam Baldwin) ma ustabilizowane życie zawodowe i rodzinne. Nieźle zarabia jako agent ubezpieczeniowy, a jego żona Karen (Elizabeth Berkley) troskliwie zajmuje się domem. Pewnego dnia Lance zostaje zaatakowany w swoim biurze przez szalonego mężczyznę, który ostrzega go przed nieokreślonym niebezpieczeństwem.

## Obsada
- Adam Baldwin jako Lance Bishop
- Elizabeth Berkley jako Karen Bishop
- Tony Todd jako Reggie
- Conrad Dunn jako Thrillkill
- John Neville jako reżyser
- Ann Marin jako Darco
- Peter Spence jako Trevor Constantine
- Susan Potvin jako Susan
- David Ferry jako detektyw Jordan

i inni